# Jean-Paul Pierrat
Jean-Paul Pierrat (Xonrupt-Longemer, 3 luglio 1952) è un ex fondista francese.
È fratello di Claude, a sua volta fondista di alto livello.

## Biografia
In Coppa del Mondo esordì nella gara inaugurale del 9 gennaio 1982 a Reit im Winkl (5°) e ottenne l'unico podio il 24 gennaio successivo a Brusson (2°).
In carriera prese parte a due edizioni dei Giochi olimpici invernali, Innsbruck 1976 (18° nella 15 km, 11° nella 30 km, 11° nella staffetta) e Lake Placid 1980 (14° nella 15 km, 19° nella 30 km, 12° nella 50 km, 10° nella staffetta), e a due dei Campionati mondiali, vincendo una medaglia.

## Palmarès

### Mondiali
- 1 medaglia:
  - 1 bronzo (50 km a Lahti 1978)

### Coppa del Mondo
- Miglior piazzamento in classifica generale: 4º nel 1982
- 1 podio (individuale):
  - 1 secondo posto